# Hanayakanaru gensō
Hanayakanaru gensō (華やかなる幻想) è un film del 1943 diretto da Kōzō Saeki.